# Монастирка (Каменськ-Уральський міський округ)
Монасти́рка (рос. Монастырка) — присілок у складі Каменськ-Уральского міського округу Свердловської області.
Населення — 956 осіб (2010, 860 у 2002).
Національний склад станом на 2002 рік: росіяни — 93 %.